# جاكوب فون يكسكول
كارل وولمار جاكوب فرايهر فون يكسكول (من مواليد 19 أغسطس 1944) هو كاتب ومحاضر وفاعل خير وناشط وسياسي سابق. شغل منصب عضو البرلمان الأوروبي 1987-1989، ممثلاً عن حزب الخضر الألماني. في عام 1980، أسس يكسكول جائزة رايت ليفيلهوود، وفي عام 2006، شارك في تأسيس مجلس المستقبل العالمي. ولد في السويد ويحمل الجنسيتين السويدية والألمانية، وهو مقيم في المملكة المتحدة.